# Сакураба, Кадзуси
Кадзуси Сакураба (яп. 桜庭 和志 Сакураба Кадзуси, ромадзи Sakuraba Kazushi; род. 14 июля 1969 года) — японский профессиональный боец смешанного стиля, рестлер и кэтч-борец. Он является ветераном турниров, организованных Ultimate Fighting Championship, Pride Fighting Championships, Hero's и Dream. В настоящее время имеет действующий контракт с организацией Rizin Fighting Federation, а также Pro Wrestling NOAH, где он вместе с Такаси Сугиурой защищает титул GHC Tag Team Championship, который они завоевали 20 августа 2020 года. 
Известный своими победами над чемпионами UFC (всего 7), Pancrase (3), DREAM (1), King of the Cage (1) и Battlecade Extreme Fighting (1), Сакураба считается одним из самых техничных бойцов всех времен, особенно за свои навыки в кэтч-рестлинге и болевые приёмы. За свою карьеру побеждал таких бойцов как Кевин Рэндлмен, Куинтон Джексон, Витор Белфорт, Карлос Ньютон, Ройс Грейси и Кен Шемрок. Благодаря своим победам над представителями семьи Грейси: Ройлера, Рензо, Райана и Ройса Сакураба получил прозвище «охотник на Грейси» или «Убийца Грейси». Кроме того, поединок с последним является одним из самых долгих в истории MMA: он продлился 90 минут и закончился выбросом полотенца углом Грейси, так как Ройс больше не мог продолжать бой из-за полученного ущерба. Кроме того, данное поражение стало первым в карьере Ройса Грейси. 
Бои Сакурабы в Pride в эфире собирали до 20 млн.просмотров. Сакураба является основателем промоушена Quintet, где с 2018 года он выступает сам.

## Ранние годы
Сакураба принял решение заняться профессиональным рестлингом после того, как в детстве прочитал мангу Tiger Mask, в которой как раз представлено воплощение мечты ребёнка — неизвестный японский боец, скрывающийся за маской тигра штурмует вершины профессионального рестлинга. Во вновь созданной организации New Japan Pro-Wrestling также появился боец Tiger Mask (Сатору Саяма), который стал его кумиром.
После того, как его убедили не бросать учёбу в средней школе ради рестлинга, Сакураба в 15 лет начал карьеру в любительском, что дало возможность реализовать детскую мечту. Несмотря на прохладное отношение к учебе, он закончил среднюю школу с неплохими показателями, а позднее присоединился к команде Университета Тюо по вольной борьбе. Сам университет ранее готовил золотых медалистов Олимпиады Сёдзо Сасахару и Осаму Ватанабэ. В данном учебном заведении Сакураба выиграл награду лучшему новичку чемпионата Восточной Японии и стал капитаном команды по вольной борьбе. На третьем году обучения Сакураба занял четвертое место на чемпионате Японии. Одной из важнейших побед этого этапа стала победа над будущим бронзовым медалистом Олимпиады Такуей Риа. После окончания колледжа Сакураба подумывал над тем, чтобы остаться в нем в роли тренера, однако в итоге он передумал и решил заняться карьерой рестлера.

## Профессиональный рестлинг
Так как всю любительскую карьеру вес Сакурабы составлял около 70 кг, ему было сложно выступать против более тяжелых соперников и он был вынужден набирать вес. После набора веса он решил больше его не сбрасывать, что отразилось на всей дальнейшей карьере в смешанных единоборствах. После того, как он попал в шут-рестлинг, где соревновался его кумир Саяма, Саукураба затем решил попробовать себя в ММА-промоушене Pancrase, но через некоторое время передумал и пришел в Международный союз рестлинга, который был наиболее близок к реальным боям.

### Международный союз рестлинга (1993–1996)
Первый опыт в профессиональном рестлинге Сакураба получил на турнирах, организованных в рамках Международного союза рестлинга. Его первым тренером-консультантом стал Ёдзи Андзё, который давал Сакурабе инструкции по ударной технике и грепплингу. Навыки кэтч-рестлинга — под руководством профессионального инструктора, американца Билли Робинсона. Также для освоения новых навыков по муай-тай Сакураба привлёк одного из основных консультантов организации Бови Човайкунга. В дальнейшем сочетание данных навыков и нестандартную технику в ринге все увидели на боях в Pride Fighting Championships. Впоследствии Сакураба вместе с Киёси Тамурой, Йошихиро Такаямой и Масахито Какихарой стал одним из четырёх ключевых рестлеров, а затем и консультантов организации.
На данной площадке Сакурабе было необходимо обретать собственной имя, начиная с самого низа дивизиона и параллельно изучая и практикуя пуроресу. В дебютном поединке, который состоялся 13 августа 1993 года он проиграл Стиву Нельсону и на протяжении первого года в организации не побеждал. Однако, много тренируясь с  Киёси Тамурой, он осваивал навыки и не чурался грязной работы на додзё. В итоге, соединив теорию и практику он разработал собственную технику проведения болевых приёмов в сочетании со свободным рестлингом, что в итоге помогло ему одержать победу в октябре 1994 года над Марком Сильвером. Несмотря на то, что долгое время соотношение побед и поражений было ниже 50%, до конца сезона Сакураба старался попасть в середину списка лучших рестлеров организации. В следующем, 1995 году, Международный союз рестлинга (UWFi) начал проводить смешанные бои с представителями другой организации, New Japan Pro-Wrestling. Большинство бойцов Союза уступало более раскрученным и мощным бойцам из выделившегося в 1993 году промоушена, Сакураба здесь не стал исключением. В итоге он проиграл свои бои Токимицу Исидзаве, Кодзи Канэмото и Синдзиро Отани, что дало ему опыт выступления на высоком уровне и требовало обновления техники и подходов к боям. В основном, он сделал ставку в этот период на поиск эмоционального отклика у зала и расширении технического арсенала, что не осталось незамеченным у руководства организации UWFi, а Сакурабу начали включать в основную сетку боёв.
Доминирование New Japan Pro-Wrestling существенно сказалось на доходах UWFi, которая сосредоточилась на внедрении более жёстких и приближенных к реальности приёмов боя. В этот период один из инструкторов организации, Ёдзи Андзё отправился в Калифорнию, США, где принял участие в выставочном додзёябури, которое проводил приглашенный мастер бразильского джиу-джицу Риксон Грейси. Ёдзи на глазах у японской прессы, которая последовала за ним на турнир, проиграл, однако получил новый опыт. С подобными репутационными потерями UWFi потеряла последних зрителей, и прекратила существование в декабре 1996 года, а одним из последних боев турнира стал бой Сакурабы с Андзё, в котором молодой проспект одержал победу болевым приемом.

### Kingdom Pro Wrestling (1997–1998)
После закрытия UWFi, самый популярный представитель промоушена, Нобухико Такада, вместе с некоторыми представителями общественности создал новую организацию, Kingdom Pro Wrestling, куда пригласил большинство бойцов, в том числе Сакурабу. Организация продолжила придерживаться практики реалистичных боёв с большим количеством ударов. В этот период Сакураба стал одним из главных бойцов карда. Однако, созданная в этот период организация уже не привлекала столько зрителей, как предыдущая. В итоге, получили развитие смешанные боевые искусства, а доминирование клана Грейси и практикуемого ими бразильского джиу-джицу привлекало внимание как со стороны публики, так и профессиональных рестлеров, что также негативно сказалось на Kingdom.

### New Japan Pro-Wrestling (2012–2016)
12 августа 2012 года Сакураба вместе с Кацуёри Сибатой появился в организации New Japan Pro-Wrestling. Это стало его первым появлением в промомушене с 1995 года и первое на правах свободного агента. Первый выход на арену состоялся 23 сентября, где они победили Хирому Такахаси и Ватару Иноуэ в командном бою.

### Pro Wrestling NOAH (2019 - настоящее время)
После нескольких выступлений за независимые организации, Сакураба вернулся на постоянной основе в профессиональный рестлинг, подписав контракт с промоушеном Pro Wrestling NOAH, где присоединился к группе Такаси Сугиуры. 30 августа 2020 года Сакураба и Сугиура победили в клубном чемпионате GHC Tag, что стало первым титулом Сакурабы в профессиональном рестлинге. В сентябре боец принял участие в ежегодном одиночном турнире N1-Victory, где в итоге набрал 4 очка (две победы и три поражения). 22 ноября Сакураба и Сугиура защитили титул чемпионов GHC Tag в двух боях.

## Смешанные единоборства
Хотя некоторые источники обычно отмечают, что первый официальный бой Сакурабы в смешанных единоборствах состоялся 14 июля 1996 года против Кимо Леопольдо, однако возникало много вопросов к организации боя и формату его проведения. Сам Сакураба в дальнейшем заявлял, что не помнит его. Однако, первый бой по правилам ММА может быть отнесён к 26 июня 1996 года против датского кикбоксера Рене Руза, в котором Сакураба одержал победу болевым приёмом.

### UFC
В попытках привлечь внимание к проекту и организации Kingdom Pro Wrestling, Хиромицу Канэхара и Ёдзи Андзё подписали контракты с UFC, который проходил как событие Ultimate Japan. Канэхара в итоге не смог принять участие в турнире, так как получил травмы на тренировках, а Сакурабе предложили заменить его на коротком уведомлении. Изначально турнир предполагал участие только тяжеловесов, а Сакураба (по современной классификации) относился к средневесам (83 кг). Для того, чтобы попасть на турнир, он озвучил необходимый для доступа вес в 92 кг и получил в соперники обладателя чёрного пояса по БЖЖ, бывшего чемпиона промоушена Extreme Fighting Маркуса Сильвейру, который был тяжелее его на 25 кг.

### Rizin Fighting Federation
8 октября 2015 года возник новый промоушн Rizin Fighting Federation объявил о подписании контракта на бой Сакурабы против другого известного японского бойца и грепплера Синъя Аоки, который проходил 29 декабря 2015 года. Это был первый бой Сакурабы после длительного периода вне ринга, в итоге он проиграл техническим нокаутом в первом раунде, получив множество ударов из позиции граунд-энд-паунд.

## Бойцовский стиль
Многие комментаторы считают, что Сакураба обладает собственным, неповторимым стилем, а на ринге он представляет то, что усвоил и использует после изучения различных стилей и боевых искусств .

## Титулы и достижения
- UFC
  - Победитель турнира Ultimate Japan 1 (1997) поб. Маркуса Сильвейру
- Pride Fighting Championships
  - Полуфиналист Гран-при в открытом весе (2000) поб. Ройса Грейси
- Кэтч борьба
  - Чемпион востока Японии
  - 4 место на турнире All Japan

## Личная жизнь
Сакураба женат, у него есть сын. Отношение к религии — атеист.
Он никогда не придавал большого значения диетам, а также не высказывался против алкоголя и курения. 
Комментаторы часто обращали внимание на то, что Сакураба зачастую встречался с более тяжелыми и рослыми оппонентами, а также не использовал инъекции для сгонки или набора веса, а сам боец объяснял это так: 

Это неважно, делает ли прием препаратов оппонента больше или меньше, я просто усиленно тренируюсь, питаюсь здоровой едой, выступаю в своем весе и пытаюсь сделать всё, чтобы выиграть. Для меня неважно, используют ли они медицинские препараты, я этого не делаю. Я уверен, что это плохо, если они делают это только для того, чтобы победить.— 
Что касается выступлений вне весовых категорий, Сакураба отвечал, что "Чем более сложен и даже невозможен сам поединок, тем больше вероятность, что я приму в нем участие". Хотя однажды Сакураба заявлял о том, что хочет драться с Фёдором Емельяненко, позднее в интервью Дэйне Уайту он утверждал, что Фёдор — единственный боец, с которым он не хотел бы встречаться.

## Фильмография
| Год  | Название   | Роль       | Примечание                          |
| ---- | ---------- | ---------- | ----------------------------------- |
| 2005 | Нагюримоно | Гинкаку    |                                     |
| 2009 | Батон      | н/д        | сэйю                                |
| 2018 | Mutafukaz  | Эль-Дьябло | сэйю; японская дублированная версия |